# 劉家峡水力発電所
劉家峡水力発電所（リュウチャシャすいりょくはつでんしょ）は、中華人民共和国、黄河上流の甘粛省永靖県劉家峡にある水力発電所。

## 歴史
1964年に着工。1968年に大堰堤が完成し、貯水を始める。1969年10月には最初の発電機が発電を開始し、1974年に最後の発電機（合計5基）が組み立てを完了している。

## 発電能力
完成時の総出力は122万KWで、1年に57億KWhを発電できる。

## 備考
水力発電所の大堰堤の上流には巨大なダム（劉家峡ダム、簡体字：刘家峡大坝）がある。これは100年に一度という大洪水に備えて設計されたもので、蘭州が洪水災害を受けないようになっている。また甘粛・寧夏・内蒙古などの灌漑地域へ水を供給することで、農業生産を強く支援している。
下流には塩鍋峡水力発電所が存在する。